# Заяць Вадим Григорович
Вади́м Григо́рович Заяць (нар. 1 червня 1974, Чернівці) — український футболіст, тренер та спортивний функціонер.

## Життєпис
Виступав у командах «Зірка» (Кіровоград), «Металург» (Запоріжжя), «Таврія» (Сімферополь), «Закарпаття» (Ужгород). Грав під орудою таких відомих тренерів, як Мирон Маркевич і Михайло Фоменко.
У складі запорізького «Металурга» виступав у єврокубках. У «Буковині» грав у 1993—1998 роках та провів 135 матчів (1 гол), дебютував в сезоні 1993/94, коли цей клуб виступав у вищій лізі. Однак більшість матчів за «буковинців» провів у першій лізі. Протягом 1999—2005 років виступав в командах вищого дивізіону.
У 2010 році став головним тренером чернівецької «Буковини», разом із якою став переможцем Другої ліги України. Восени 2011 року ледь не став жертвою кілерів, що схибили, i вистрілили не в ту людину. Після довгого лікування з новими силами продовжив орудувати «Буковиною». У кінці сезону 2011/2012 разом з «Буковиною» зайняв 6 місце в турнірній таблиці, а в сезоні 2012-13 разом з «Буковиною» зайняв 4 місце в першій лізі України.
З 2013 року працював заступником генерального директора команди «Таврія» (Сімферополь). З 2015 по 2016 рік працював помічником спортивного директора команди «Металіст» (Харків). На початку лютого 2019 року був обраний президентом рідного клубу: «Буковина». У червні 2023 року увійшов до тренерського штабу Сергія Лавриненка, який очолив рівненський «Верес».

## Особисте життя
Одружений, у шлюбі з Оксаною Заяць виховує дочку Олександру. У Вадима є рідний старший брат, який також футболіст — Валентин.

## Досягнення
Як гравця
- Срібний призер першості України (перша ліга) — 1995/1996.
- Півфіналіст Кубка України — 1998/1999, 1999/2000.
- Чемпіон України серед аматорів (1): 2008.

Як тренера
- Переможець першості України (друга ліга) — 2009/2010.

Нагороди
- Кавалер ордена «За заслуги» ІІІ ступеня.[3]

## Статистика
| Турніри            | Матчі | Кількість забитих м'ячів |
| ------------------ | ----- | ------------------------ |
| Вища ліга України  | 135   | 4                        |
| Кубок УЄФА         | 3     | 0                        |
| Перша ліга України | 112   | 1                        |
| Кубок України      | 19    | 1                        |
| Друга ліга України | 10    | 1                        |
| Всього за кар'єру  | 279   | 7                        |